# Copa Aldao 1917
La Copa Aldao 1917 fue la tercera edición del torneo organizado por AFA y AUF. Enfrentó a Racing de Argentina, ganador del Campeonato de Primera División 1917; y a Nacional de Uruguay, ganador del Campeonato de Primera División 1917.
Esta edición del torneo se disputó a dos partidos, uno de desempate. El primer partido se jugó el 19 de abril de 1917 en el Estadio Parque Pereira de Montevideo que finalizó con empate (2-2). Luego se jugó un partido de desempate en el Estadio GEBA de Buenos Aires, donde ganó Racing por 2 a 1.

## Clubes clasificados
Clasificaron como campeones de 1917 en sus respectivas ligas.
| AAF (Argentina) |  | Racing Club |  | Campeón de Primera División de Argentina (1917) |
| AUF (Uruguay)   |  | Nacional    |  | Campeón de Primera División de Uruguay (1917)   |

## Partidos
| 18 de abril de 1918 | Nacional                                 | 2:2 (1:1) | Racing Club                              | Estadio Parque Pereira, Montevideo |                              |
|                     | Alfredo Zibecchi 25' · Pascual Somma 61' |           | Juan Perinetti 20' · Nicolás Vivaldo 60' | Árbitro(s): Álvaro Saralegui       | Árbitro(s): Álvaro Saralegui |

| 9 de julio de 1918 | Racing Club                              | 2:1 (2:1) | Nacional             | Estadio GEBA, Buenos Aires |  |
|                    | Francisco Olazar 19' · Alberto Ohaco 33' |           | Alfredo Zibecchi 11' |                            |  |

|                                 |
|                                 |
| Campeón Racing Club 1.er título |